# Mareuil (Charente)
Mareuil è un comune francese di 396 abitanti situato nel dipartimento della Charente, nella regione della Nuova Aquitania.

## Società

### Evoluzione demografica
Abitanti censiti